# 錦州20-2凝析氣田
錦州20-2凝析氣田，是中國首座投產的海上天然氣田。該氣田位於遼東灣內，為渤海油田群中少數的天然氣田之一。

## 概要
錦州20-2凝析氣田位於錦州市以南80公里、葫蘆島東南50公里水域，構造上分為中、南、北三個高點，各高點下的油氣均不相連。
整個氣田分為三期興建，共設有中北、南、中南及北四座採油平台，另於中北平台附近設有生活/動力平台及壓縮機平台各一座。
此外，氣田各平台通過多條天然氣管道連繫，並有另一條油氣管道由中北平台，接駁至位於葫蘆島市龙港区的天然氣接收站。而在2003年及2012年，則再新增兩條分別接駁錦州9-3油田及錦州25-1油田的油氣管道，以充分利用兩個油田產出的剩餘油氣。

## 歷史
繼美國油企於1983年在南海發現崖城13-1氣田後，中海油亦於1984年7月起在葫蘆島對出水域進行勘探。至同年11月25日，隨著勘探人員於上址鑽出可觀產量的天然氣，正式發現錦州20-2凝析氣田。
氣田第一期工程於1990年動工，至1992年8月5日中北平台率先投產，而南平台亦於三個月後投入運作。及後，第二、三期工程，亦分別於1997年及2005年竣工投產。
因應葫蘆島市區發展，中海油曾於2013年研究將接收站遷置。然而，有關計劃一直押後，直到十年後才動工。

## 事件
- 由於此氣田含有較多邊底油、水[2]，因而在開採初期經常噴出黑油，導致生產設備被油脂堵塞，部分鑽井亦被迫暫停生產。經調查後，中海油決定於1995年11月派出自升式平台「自強號」吸走黑油[4]，並於1996年6月起使用破乳劑將之分離[12]，從而解決問題。

## 註解
1. ↑  與15口鑽井連接；此外，中南平台為無人駐守採油平台